# Budy Sułkowskie (Mława)
Pour les articles homonymes, voir Budy Sułkowskie.
Budy Sułkowskie (prononciation : [ˈbudɨ suu̯ˈkɔfskʲɛ]) est un village polonais de la gmina de Strzegowo dans le powiat de Mława de la voïvodie de Mazovie dans le centre-est de la Pologne.
Il se situe à environ 11 km au nord-est de Strzegowo (siège de la gmina), 17 km au sud de Mława (siège du powiat) et à 93 km au nord-ouest de Varsovie (capitale de la Pologne).

## Histoire
De 1975 à 1998, le village appartenait administrativement à la voïvodie de Ciechanów.<